# Куршавські ГЕС
Куршавські гідроелектростанції — група ГЕС і ГАЕС на Великому Ставропольському каналі, в Карачаєво-Черкесії. Складається з Кубанської ГАЕС, Кубанської ГЕС-1, Кубанської ГЕС-2. Входить в Кубанський каскад ГЕС.
Куршавські ГЕС є головними з ГЕС, розташованих на Великому Ставропольському каналі, що забирає воду з р. Кубань для зрошення й обводнення земель Ставропольського краю. ГЕС використовують перепади рівнів води на трасі каналу, працюють у піковій частині графіка навантажень.
ГЕС та ГАЕС Куршавської групи спроектовані інститутом «Мособлгідропроект».
Куршавські ГЕС входять до складу філії «Каскад Кубанських ГЕС» ВАТ «РусГідро». З Куршавськими ГЕС був пов'язаний конфлікт між Карачаєво-Черкесією, Ставропольським краєм і ВАТ «Ставропольенерго», пов'язаний з вимогами Карачаєво-Черкесії про встановлення для неї пільгового тарифу на електроенергію, що виробляється ГЕС.

## Ресурси Інтернету
- Опис ГЕС Кубанського каскаду [Архівовано 28 вересня 2013 у Wayback Machine.](рос.)
- Куршавські ГЕС на офіційному сайті ЗАТ «РусГідро» [Архівовано 10 жовтня 2013 у Wayback Machine.] (рос.)
- Офіцційний сайт ЗАТ «Мособлгідропроект» [Архівовано 24 листопада 2009 у Wayback Machine.](рос.)

| Прапор Росії | Це незавершена стаття про Росію. Ви можете допомогти проєкту, виправивши або дописавши її. |